# Stabäck

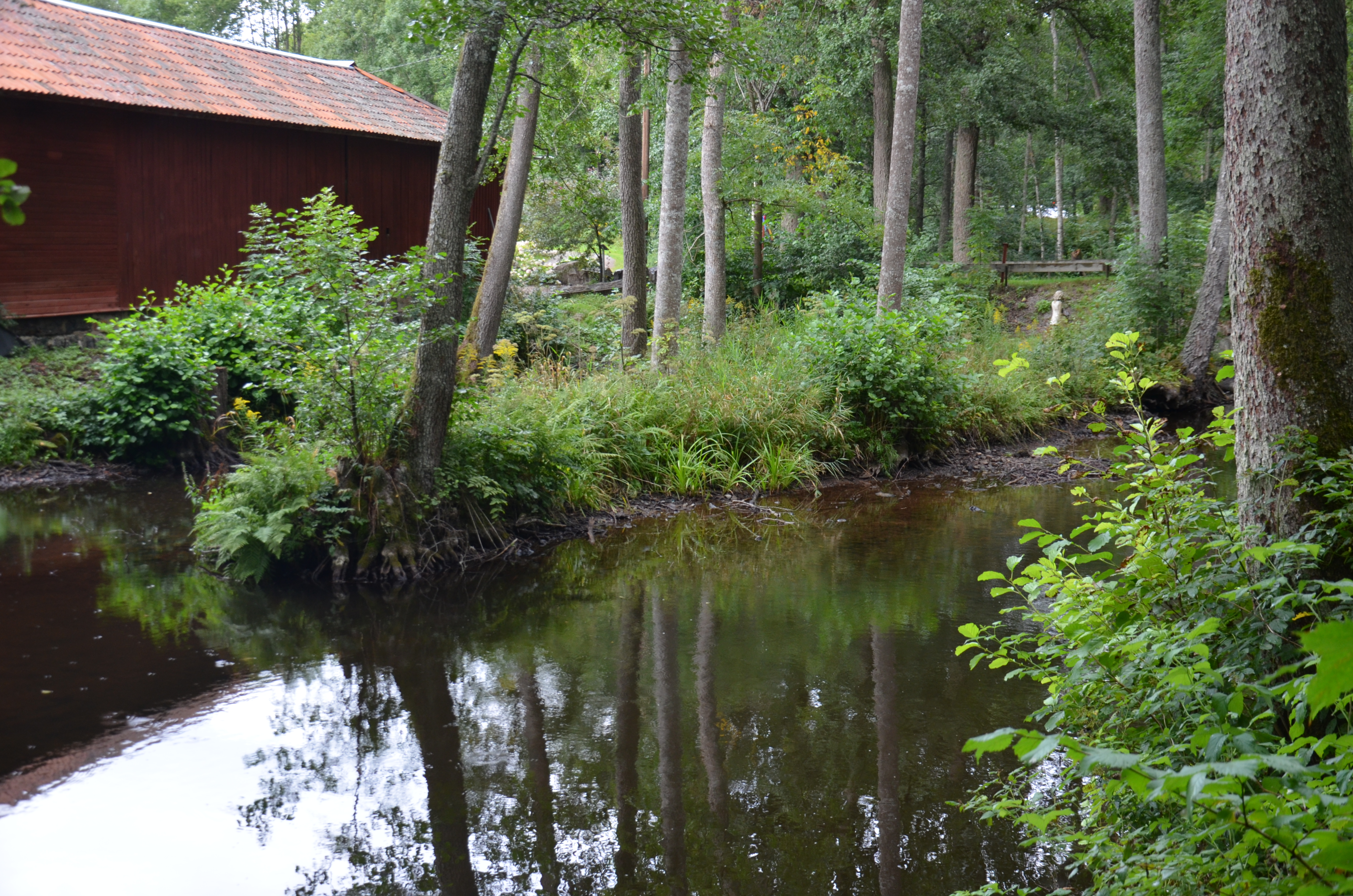
Sågholmen i Ängelsbergsströmmen med lokal för tidigare Stabäcks hytta och hammare

Stabäck är en by nordöst om Ängelsberg i Västervåla socken i Fagersta kommun i Västmanlands län.
Stabäck, som under medeltiden hette Staffbække, ligger vid väg U 668 mellan Ängelsberg och Hästbäck, strax söder om sjön Snyten.
Stabäcks hytta och hammare låg på Sågholmen på östra sidan av vattendraget mellan Snyten och Åmänningen, nära Engelsbergs bruk. Stabäck omnämndes första gången 1462 och år 1539 omnämns Stabäcks hytta i redovisningen för uppbörden av årlig ränta. Den lades ned 1752. Stabäcks hammare kan ha anlagts 1614 och den lades ned 1877.

## Skogsbranden 2014
Området vid Stabäck tillhörde de värst drabbade områdena vad gäller brandskadade fastigheter vid skogsbranden i Västmanland 2014.
Då skogsbranden hade sin största utbredning, blossade eld också upp i området vid Broarna, och i det närbelägna Snytsbo Elden hade då hoppat över sjön Snyten norr om Stabäck, som var den norra begränsningslinjen i brandbekämpningen.